# 耿廷籙
耿廷籙（？—1647年），字虞臣，雲南臨安府河西縣人，明朝至南明政治、軍事人物。

## 生平
耿廷籙是天啟四年（1624年）甲子科舉人，授直隸廬江縣知縣，修葺城池固守當地。改耀州知州，上疏時政，說：「將領眾多不比好將領，士兵眾多不比訓練充足的士兵，糧餉充足不比查核清楚的糧餉。」又說：「大臣們應該放下恩怨，知悉廉恥。」得到朝廷下旨褒獎，累轉山西僉事，改為監軍宣府。北京失陷，耿廷籙逃到南京，除授九江副使。張獻忠入四川，朝廷命他出任太僕少卿前往雲南監督沙定洲軍隊，由建昌向北，但他堅拒辭任。不久他調任參政，在遵義監督滇兵；很快以僉都御史代馬乾巡撫，可是未赴官沙定洲就作亂，失去蜀地，因此不成行。永曆元年（1647年）三月，李定國入河西，他投水自殺，妻子楊氏及女被擒殺。

## 引用
1. 1 2  錢海岳《南明史·卷六十四·列傳第四十》：耿廷籙，字虞臣，河西人。天啟四年舉於鄉。授廬江知縣，修城固守得全。遷耀洲知州，疏陳時政，言：「將多不若良，兵多不若練，餉多不若覈。」又言：「諸臣恩怨當忘，廉恥當勵。」優旨褒納。累轉山西僉事，改監宣府軍。
2. ↑  錢海岳《南明史·卷六十四·列傳第四十》：北京陷，走南京，除九江副使。以張獻忠入蜀，命以太僕少卿赴雲南，監沙定洲軍，繇建昌北向。力辭。尋調參政，監軍遵義，督滇兵。已以僉都御史代馬乾為巡撫。未赴而定洲亂作，蜀地亦盡失，遂止不行。永曆元年三月，李定國入河西，廷籙赴水死。妻楊及女被執不屈，亦見殺。

## 延伸阅读
[在维基数据编辑]
 《明史卷二百九十五》，出自《明史》